# Спремне за освету
Спремне за освету (енгл. Do Revenge) амерички је хумористички филм из 2022. године, у режији Џенифер Кејтин Робинсон која је написала сценарио заједно са Селест Балард. Главне улоге глуме: Камила Мендес, Маја Хок, Риш Шах, Софи Тарнер и Остин Абрамс. Радња је инспирисана филмом Непознати из Норд-експреса Алфреда Хичкока. Приказан је 16. септембра 2022. године за Netflix.

## Радња
Након што јој је процурео видео у топлесу који је првобитно био намењен њеном дечку Максу, Дреа је посрамљена. Еленор постаје аутсајдерка када се почне ширити гласина о томе како је покушала да пољуби Карису. Њих две склапају пријатељство и заједно крећу у напад против насилника.

## Улоге
| Глумац           | Улога                 |
| ---------------- | --------------------- |
| Камила Мендес    | Дреа Торес            |
| Маја Хок         | Еленор Леветан/Катлер |
| Риш Шах          | Рас Ли                |
| Софи Тарнер      | Ерика Норман          |
| Сара Мишел Гелар | директорка            |
| Остин Абрамс     | Макс Брусар           |
| Елајза Бенет     | Џесика                |
| Алиша Бо         | Тара                  |
| Талија Рајдер    | Габи Брусар           |
| Парис Берелк     | Меган                 |
| Џонатан Дејвис   | Елиот                 |
| Маја Рефико      | Монтана               |
| Ава Капри        | Кариса Џоунс          |
| Франческа Рил    | Аријана               |
| Оливија Суеј     | Сејџ                  |
| Рејчел Метјуз    | Алегра                |